# تبادل إطلاق النار في الإسكندرونة 2020
وقع تبادل إطلاق النار في الإسكندرونة عام 2020 يوم 26 أكتوبر 2020، عندما قاتل مسلحين اثنين من حزب العمال الكردستاني الشرطة في الإسكندرونة، مما أدى إلى مقتل أحدهما بالرصاص والآخر بتفجير نفسه.

## الخلفية
الإسكندرونة هي مدينة في تركيا تقع في مقاطعة هاتاي. وهي ثاني أكبر مدينة في الإقليم بعد أنطاكيا، وهي مدينة ساحلية تقع على البحر الأبيض المتوسط.
كان الصراع بين تركيا وحزب العمال الكردستاني (الذي صنفته تركيا والولايات المتحدة والاتحاد الأوروبي وحلف شمال الأطلسي كمنظمة إرهابية) نشطًا منذ عام 1984، وبشكل أساسي في الجنوب الشرقي من البلاد. لقي أكثر من 40 ألف شخص مصرعهم نتيجة الصراع.

## التفجير
في 26 أكتوبر 2020، أرادت قوات الشرطة إيقاف مركبة مشبوهة في حي كوزلوديري في بياس. رفض عضوان من حزب العمال الكردستاني التوقف لأن الشرطة كانت تنوي السيطرة على السيارة حيث أطلاقَا النار على الضباط وحاولَا الهرب. تحطمت سيارتهما عندما كانَا يحاولان الهرب، لذلك استوليَا على سيارة مدنية وانتقلَا إلى الإسكندرونة. تم القبض عليهما من قبل الشرطة في الإسكندرونة بعدما نصبت كمينًا لهم. لقد قتل أحدهم بالرصاص فيما فجّر الآخر نفسه مما أدى لإصابة ضابط شرطة. جاء الهجوم بعد أيام من تحذير سفارة الولايات المتحدة في أنقرة من وقوع هجمات إرهابية وعمليات اختطاف ضد مواطنين أمريكيين ومواطنين أجانب آخرين.

## العواقب
أغلق شارع فنر الذي وقع فيه الحادث أمام المرور بعد الحادث. تمركزت العديد من قوات الشرطة والفرق الطبية في المنطقة.

### الضرر
نُقل الشرطي المصاب إلى المستشفى وبحلول 30 أكتوبر كانت حالته الصحية جيدة. تحطمت نوافذ المنازل وأماكن العمل القريبة، وتضررت عدة سيارات من بينها سيارة شرطة نتيجة الانفجار. كما أصيب مواطنان بجروح نتيجة تحطم النوافذ. 

### التحقيق
حققت الشرطة في سيارة مهجورة بالقرب من مسرح الجريمة وتعقبها. ونتيجةً لذلك، اعتقلت في 28 أكتوبر 5 أشخاص من إسطنبول ووشانلي أورفة وأديامان وديار بكر بسبب الهجوم، الذي ألقت السلطات التركية اللوم فيه على حزب العمال الكردستاني. لقد أعلن حزب العمال الكردستاني مسؤوليته عن الهجوم بعد 3 أيام من التفجير، وقال إن تقارير وسائل الإعلام التركية عن الحادث تضمنت «معلومات مضللة» لكنه لم يقدم مزيدًا من التفاصيل.

### ردود الأفعال
|            | رجب طيب أردوغان | منصة إكس |
| ‎@RTErdogan |                 |          |

             (بالتركية: Hatay’da gerçekleştirdikleri başarılı terörle mücadele operasyonu nedeniyle kahraman güvenlik güçlerimizi tebrik ediyorum. Tüm Hataylı kardeşlerime geçmiş olsun temennilerimi iletiyorum. Rabbim ülkemizi her türlü saldırıdan, felaketten, hain emellerden korusun.)
         

            أهنئ قواتنا الأمنية البطولية على العملية الناجحة لمكافحة الإرهاب التي قاموا بها في هاتاي. إنني أنقل تمنياتي لهم بالشفاء لجميع إخوتي من هاتاي. حفظ الله بلادنا من كل الهجمات والكوارث والأهداف الغادرة.
        

        26 أكتوبر 2020

رد الأشخاص الذين يعيشون في المنازل المحيطة بمكان الانفجار على الهجوم بتعليق الأعلام على شرفاتهم.
ردًا على الهجوم، أعلنت الشرطة أنها «لن تسمح للخونة الذين يريدون تقسيم أمتهم ودولتهم».
أعلن محافظ هاتاي رحمي دوغان أنه لا توجد خسائر في الأرواح بينما توجد إصابات لم يكن أيًا منها في حالة تهدد حياة الأشخاص المصابين.
أدان سياسيون أتراك آخرون بمن فيهم فؤاد أقطاي، وعبد الحميد جول، ومصطفى شنطوب، الهجوم أيضًا.